# Полянський Мотл Срулевич
Мотл Срулевич Полянський (1910—2008) — єврейський театральний композитор, пісняр.

## Біографія
Народився 1910 року в містечку Секуряни Хотинського повіту Бессарабської губернії, тепер м. Сокиряни Чернівецької області, Україна. Навчався у Бухарестській академії музики по класу композиції у Михайла Жори. У Бухаресті почав працювати в єврейському театрі в Янкев Штернберга. Дружив з початкуючим прозаїком Іхілом Шрайбманом. Після приєднання Бессарабії до СРСР повернувся в Секуряни, відтак — жив у м. Єдинці у Молдові. У роки Великої Вітчизняної війни у 1941—1944 рр. був інтернований у Шаргородське гетто, де значна частина членів його сім'ї загинула. З 1945 року викладав у Чернівцях у музичній школі, був завідувачем музичної частини Київського державного єврейського театру(Киевский ГОСЕТ) і автоом музики до спектаклів Бухарестського єврейського театру і Кишинівського державного єврейського театру. У 1960-ті роки писав музику для створеного у Кишиневі Єврейського народного театру. З 1991 року жив в Ізраїлі. Помер в листопаді 2008 року.

## Творчі набутки
Мотл Полянський — автор пісень на вірші єврейських поетів на ідиш, таких як: Шіке Дріз, Хаїм Бейдер, Іцік Мангер, Янкев Штернберг, Мойше Тейф. Його твори увійшли до різних антологій єврейських пісень, які видавалися у різних країнах. Впродовж 1960—1980 років співробітничав з московським літературним журналом на ідиш «Советиш Геймланд» (Советская Родина", друкував нариси і музичні рецензії. У 1991 році в Ізраїлі вийшов том його вибраної балетристики і спогадів «А Лойб Дэм Мэнч» (Хвала человеку), а в 1994 році — збірник пісень на ідиш з нотами.

## Книги М. Полянського
א לויב דעם מענטש: בלעטלעך פון מײַן לעבנס־קאלענד*ר (а лойб дэм мэнч: блэтлэх фун майн лэбмс-календар — хвала человеку: листки из календаря моей жизни). И. Л. Перец Фарлаг: Тель-Авив, 1985 и 1994.
אײן-און-פֿערציק מוזיק לידער צו טעקסטן פֿון ייִדישע דיכ*ר (эйн-ун-фэрцик музик-лидэр цу текстн фун идише дихтэр — 41 песня на тексты еврейских поэтов). И. Л. Перец Фарлаг: Тель-Авив, 1994.